# Leucemia agressiva células NK
Leucemia agressiva células NK é uma doença agressiva com proliferação sistêmica de 
células NK (do inglês "Natural Killer") e rápido declínio clínico.
Ela também é chamada de linfoma agressivo célula NK, ou leucemia linfocítica granular célula NK

## Epidemiologia
Esta forma rara de leucemia é mais comum entre asiáticos em compração a outros grupos étnicos. É tipicamente diagnosticada em adolescentes e adultos jovens, com uma pequena predominância em homens.

## Etiologia
Esta doença está fortemente associada ao vírus Epstein-Barr (EBV), mas a verdadeira patogenese desta doença ainda não foi descrita. Acredita-se que a célula de origem seja a célula NK. Linfoma blastóide célula NK parece ser uma diferente entidade e não mostra associação com o EBV.

## Sintomas
Pacientes geralmente apresentam sintomas como mal-estar, perda de peso, fadiga, e hepatoesplenomegalia. Linfoadenopatia também pode ser encontrada mas em menor extensão. Devido a sua natureza agressiva, pacientes podem apresentar inicialmente um estágio mais avançado, com coagulopatias, síndrome hemofagocítica, e falha multi-órgãos.

## Diagnóstico Laboratorial

### Sangue periférico
O Hemograma normalmente apresenta pancitopenia (anemia, neutropenia, trombocitopenia). As células leucêmicas apresentam diâmetro um pouco maior do que os linfócitos grandes granulares (LGL) e têm grânulos azurrófilos e nucléolo evidente ou não. Núcleo pode ser irregular e hipercromático.

### Medula óssea
O envolvimento medular varia de um modesto infiltrado e uma extensiva substituição medular por células leucêmicas. Histiócitos reativos podem mostrar hemofagocitose no infiltrado medular neoplásico.

### Imunofenotipagem
O imunofenótipo desta doença é o mesmo de um linfoma extranodal célula T/NK, tipo nasal e é visto na tabela abaixo. CD11b e CD16 mostram expressão variável.
| Status   | Antígeno                                      |
| Positivo | CD2, CD3ε, CD56, perforina, granzime B, TIA-1 |
| Negativo | CD57                                          |

### Genética
Devido a linhagem mielóide, rearranjos clonais de genes linfóides não são vistos (receptor célula T; receptor célula B). O e genoma do vírus Epstein Barr (EBV) é detectado em muitos casos, em conjunto com uma variedade de anormalidades cromossômicas.